# Queilén
Queilén is een gemeente in de Chileense provincie Chiloé in de regio Los Lagos. Queilén telde 5.385 inwoners in 2017.

## Geboren
- Marco Grimalt (1989), beachvolleyballer